# Aylacostoma chloroticum
Aylacostoma chloroticum Hylton Scott, 1954 è un mollusco gasteropode d'acqua dolce della famiglia Hemisinidae, originario di Argentina e Paraguay.

## Conservazione
La Lista rossa IUCN classifica Aylacostoma chloroticum come specie estinta in natura (Extinct in the Wild). La causa della sua estinzione è la costruzione della diga di Yacyretá sul fiume Paraná.